# L'Illusion perdue

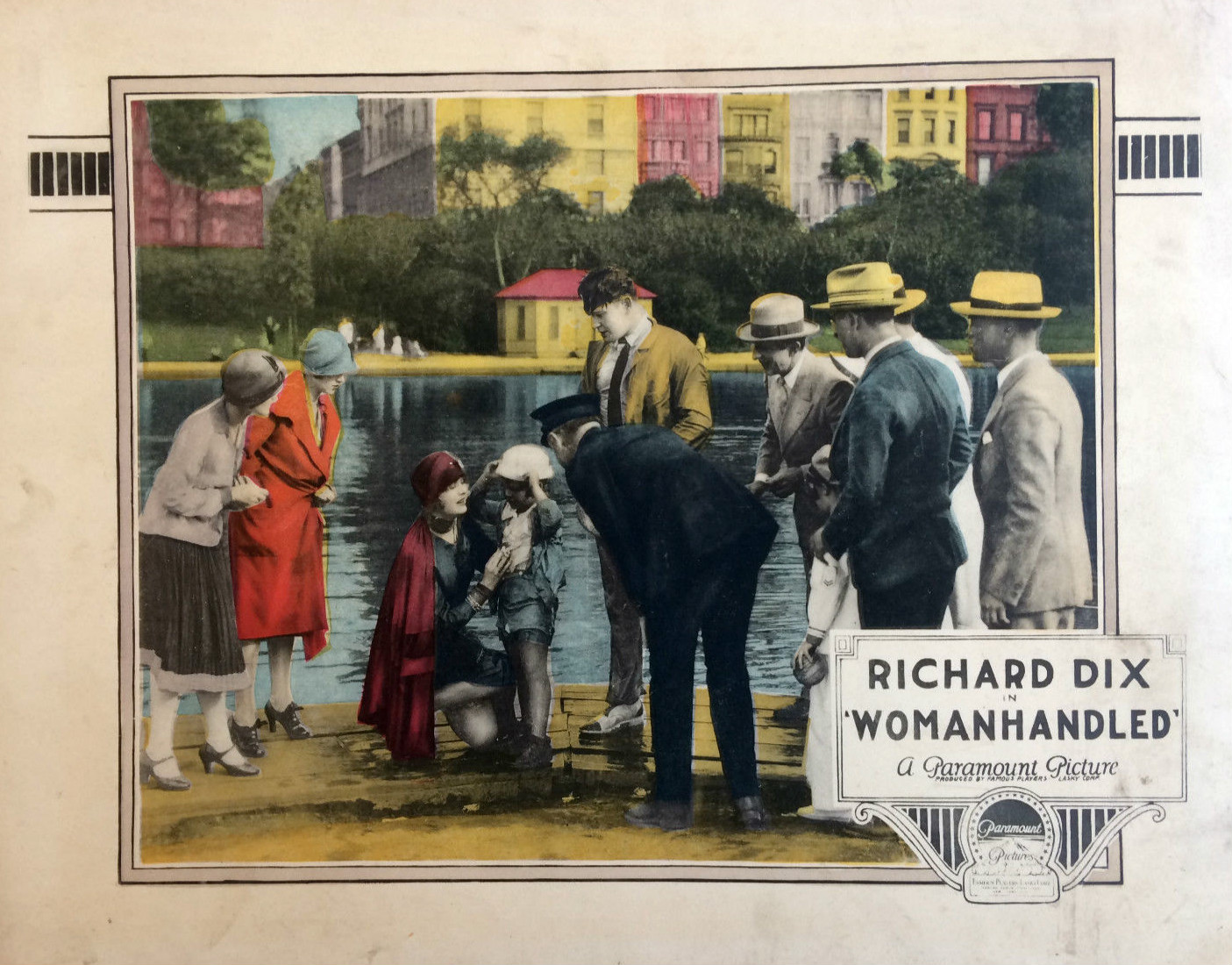
Carte promotionnelle du film.

L'Illusion perdue (titre original :  Womanhandled) est un film américain réalisé par Gregory La Cava, produit par Famous Players-Lasky et sorti en 1925.
Une copie est conservée à la Bibliothèque du Congrès.

## Fiche technique
- Titre original : Womanhandled
- Titre français : L'Illusion perdue
- Réalisation : Gregory La Cava
- Production : Famous Players-Lasky
- Pays de production :  États-Unis
- Distribution : Paramount Pictures
- Scénario : Arthur Stringer
- Photographie : Edward Cronjager
- Durée : 7 bobines (6 765 m)
- Date de sortie : 
  - États-Unis : 28 décembre 1925

## Distribution
- Richard Dix : Bill Dana
- Esther Ralston : Mollie
- Cora Williams : tante Abby
- Margaret Morris
- Olive Tell : Gwen
- Eli Nadel (en) : The Kid